# John James Pollock Conolly
John James Pollock Conolly, britanski general, * 7. junij 1896, † 7. december 1950.